# Midwintertears/Angina
Midwintertears/Angina es un EP de la banda noruega de metal gótico Tristania. Fue lanzado el 24 de abril de 2001, con canciones grabadas en mayo de 1997 y  febrero de 1999.
El álbum contiene siete temas: los cuatro primeros son del EP auto-llamado Tristania, mientras que los tres últimos provienen del sencillo "Angina", publicado el 18 de mayo de 1999 para promocionar el álbum Beyond the Veil. incluyendo el tema barroco "Opus Relinque (radio edit)" y  "Saturnine", composición nueva que nunca se había incluido en álbumes.
Es el último trabajo de Tristania con su fundador, guitarrista y cantante Morten Veland. 
En esta compilación no aparece el cantante Østen Bergøy.

## Edición 2005
Tristania lanzó una versión especial en 2005 de este EP con un bonus DVD del concierto Widow's Tour del 1999, recopilación a la que denominó Midwinter Tears.

## Lista de canciones
1. "Sirene"  - 3:25 (Music & Lyrics:M.Veland)
2. "Midwintertears"  - 8:30 (Music & Lyrics:M.Veland)
3. "Pale Enchantress" - 6:29 (Music & Lyrics:M.Veland)
4. "Cease to Exist" - 9:17 (Music & Lyrics: Manson, Moen, Veland)
5. "Angina" (single edit) - 4:19 (Music & Lyrics: Moen, Tristania, Veland)
6. "Opus Relinque" (radio edit) - 5:02 (Music & Lyrics: Moen, Tristania, Veland)
7. "Saturnine" - 2:02 (Music & Lyrics: Moen, Tristania, Veland)

## Créditos
- Vibeke Stene - Vocales
- Morten Veland - Vocales/Guitarra
- Anders H. Hidle - Guitarra
- Rune Østerhus - Bajo
- Einar Moen - Teclados
- Kenneth Olsson – Batería

### `Músicos invitados
- Pete Johansen – violín  en Angina (single edit)